# 佐藤仁美 (臨床心理学者)
佐藤 仁美（さとう ひとみ、1967年 - ）は、日本の臨床心理学者、臨床心理士、芸術療法士。
放送大学准教授。専門は臨床心理学。静岡県出身。

## 略歴
1967年静岡県生まれ。1985年静岡県立静岡高等学校卒業。1989年日本大学文理学部心理学科卒業。1991年日本大学大学院文学研究科心理学専攻博士前期課程修了。
スクールカウンセラー、国士舘大学学生相談室勤務を経て2002年から放送大学教養学部准教授・同大学大学院臨床心理学プログラム准教授。

## 著書
- 『ぼくらのコラージュ 作品とインタビューで描く3年間の心の軌跡』（くだかけ社、2001年）

### 共編著
- 『家族心理学特論』横山知行共編著（放送大学教育振興会、2006年）
- 『思春期・青年期の心理臨床』西村喜文共編著（放送大学教育振興会、2009年）
- 『心理臨床とイメージ』小野けい子共編著（放送大学教育振興会、2010年）
- 『色を探究する』編著（放送大学教育振興会、2013年）
- 『音を追究する』大橋理枝共編著（放送大学教育振興会、2016年）
- 『色と形を探究する』二河成男共編著（放送大学教育振興会、2017年）
- 『心理と教育へのいざない』田中統治・向田久美子共編著（放送大学教育振興会、2018年）
- 『臨床心理面接特論II-心理療法の世界-』大山泰宏共編著（放送大学教育振興会、2019年）
- 『新訂 色を探究する』二河成男共編著（放送大学教育振興会、2023年）
- 『新訂 心理と教育へのいざない』苑復傑・向田久美子共編著（放送大学教育振興会、2024年）
- 『イメージの力』編著（放送大学教育振興会、2024年）
- 『ライフサイクルの心理臨床』大山泰宏共編著（放送大学教育振興会、2026年）